# The Sims 3: Po zmroku
The Sims 3: Po zmroku (ang. The Sims 3: Late Night) – trzeci oficjalny dodatek do gry komputerowej The Sims 3 wydany na platformę PC. Gra zawiera wiele elementów zaprezentowanych już we wcześniejszych odsłonach serii, m.in. The Sims: Balanga, The Sims: Gwiazda, The Sims: Randka, The Sims 2: Nocne życie.

## Nowości
- Pojawiły się dwie nowe grupy społeczne: wampiry i celebryci. Wampiry mogą mieć dzieci.
- Nowe możliwości zrobienia kariery jako gwiazda, aktor, reżyser, piosenkarz, twórca symfoniczny; zakupu mieszkania, założenia własnego zespołu muzycznego, zostania miksologiem, stania się celebrytą, wampirem.
- Simowie mogą mieć dzieci nie mieszkając razem.

## Nowe cechy
- Nieśmiały – najlepiej czuje się w granicach własnego pokoju i wśród grupy bliskich przyjaciół. Boi się zawierać nowe znajomości.
- Styl gwiazdy – nastawiony na karierę celebryty.

## Nowe umiejętności
- miksologia
- perkusja
- kontrabas
- pianino
- Fortepian

## Bridgeport
Bridgeport to nowa okolica, zawierająca drapacze chmur, nocne kluby i strefy VIP-owskie, gdzie gracz ma możliwość uczestniczenia w przyjęciach.

## Muzyka
- Dr. Dre – "Under Pressure"
- 3OH!3 – “Double Vision”
- Bryan Rice – “There for You”
- Chiddy Bang – “Here We Go”
- Electrolightz – “Miss Outta Control”
- Eliza Doolittle – “Rollerblades”
- Foxy Shazam – “Unstoppable”
- Hadag Nahash – “Lo Maspik”
- Hadouken! – “M.A.D.”
- Jessica Mauboy – “Saturday Night”
- Junkie XL – “Live Wired”
- Kelis – “Brave”
- Kelly Rowland – “Rose Colored Glasses”
- King Fantastic – “All Black Ying Yang (The Party Song)”
- My Chemical Romance – “Na Na Na”
- Nikki & Rich – “Next Best Thing”
- The Ready Set – “More Than Alive”
- Soulja Boy – “Speakers Going Hammer”
- Travie McCoy – “Need You”